# Morne Carmichaël
Pour les articles homonymes, voir Carmichael.
Le morne Carmichaël est un sommet situé dans le massif montagneux de la Soufrière, sur l'île de Basse-Terre en Guadeloupe. S'élevant à 1 414 mètres d'altitude, il constitue le deuxième plus haut sommet de l'île et un point bipartite des territoires des communes de Saint-Claude et Capesterre-Belle-Eau. Situé juste au nord de la Soufrière, le plus haut point de la Guadeloupe, il fait partie du parc national de la Guadeloupe.

## Hydrographie
La source de la Petite Rivière de la Capesterre est située entre le morne Carmichaël et le morne du Col, près du refuge des Montagnards.

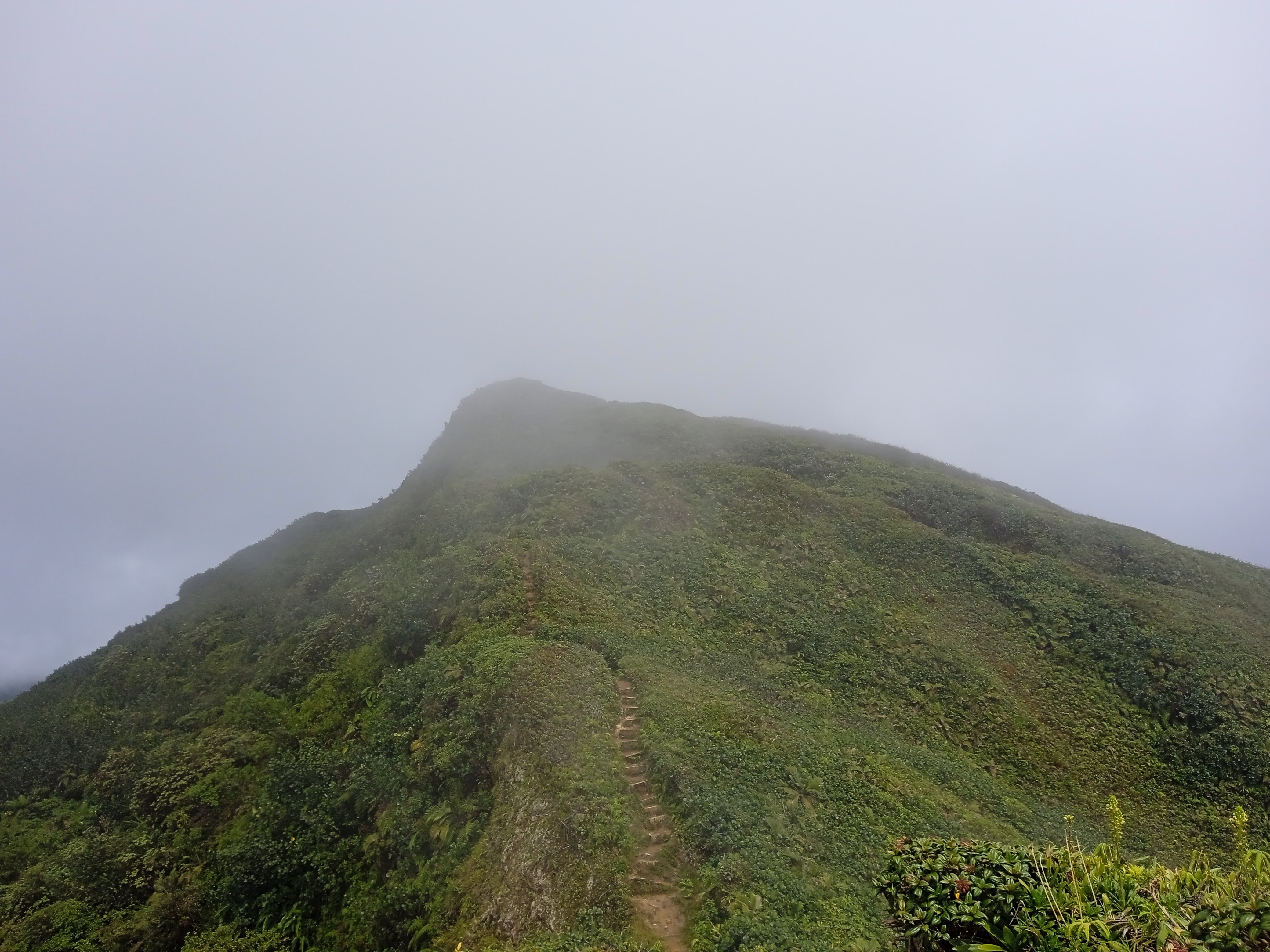
Vue du sommet du morne Carmichaël.
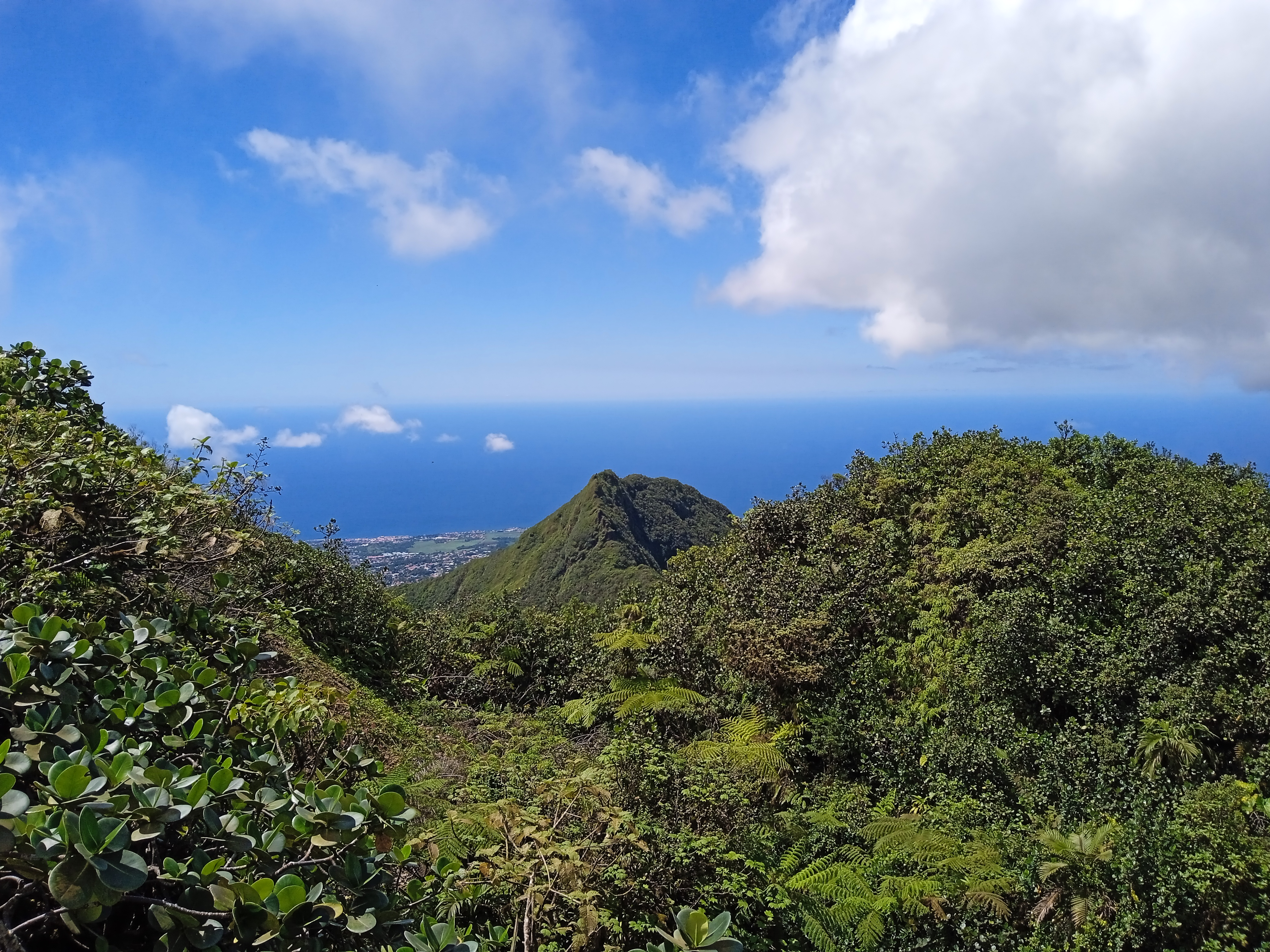
Vue sur la mer des Caraïbes depuis le sommet du morne Carmichaël.
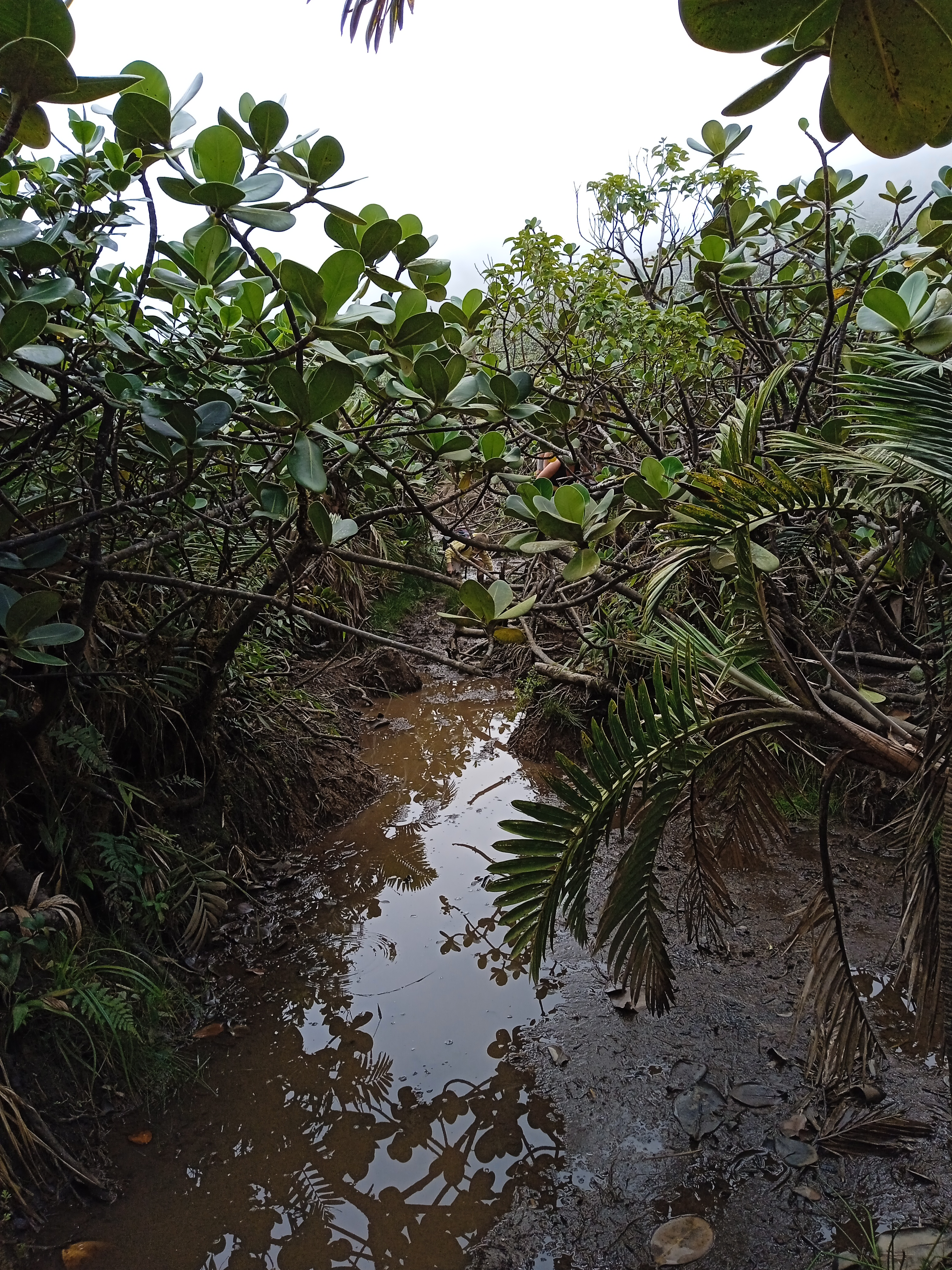
Petite Rivière de la Capesterre.

## Histoire
Aux environs de la source de la Petite Rivière de la Capesterre, après avoir parcouru son cours boueux sur 600 m, le morne Carmichaël abrite l'épave d'un DC3 qui s'y est écrasé le 9 septembre 1971. Le Douglas R4D-6 (DC3) immatriculé 8P-AAC de la Carib West Airways, en vol entre Trinidad et l'aéroport de Canefield en Dominique, en raison d'une arrivée tardive et de l'absence d'un balisage de nuit en Dominique, se déroute vers l'aéroport du Raizet en Guadeloupe mais percute la montagne. L'épave est localisée le 13 septembre 1971. Les sauveteurs y retrouvent les corps des deux pilotes écrasés par leur chargement composé de 800 kg de pièces en cuivre pour bateau, d'une tonne de pain de mie et de poulet vivants,.

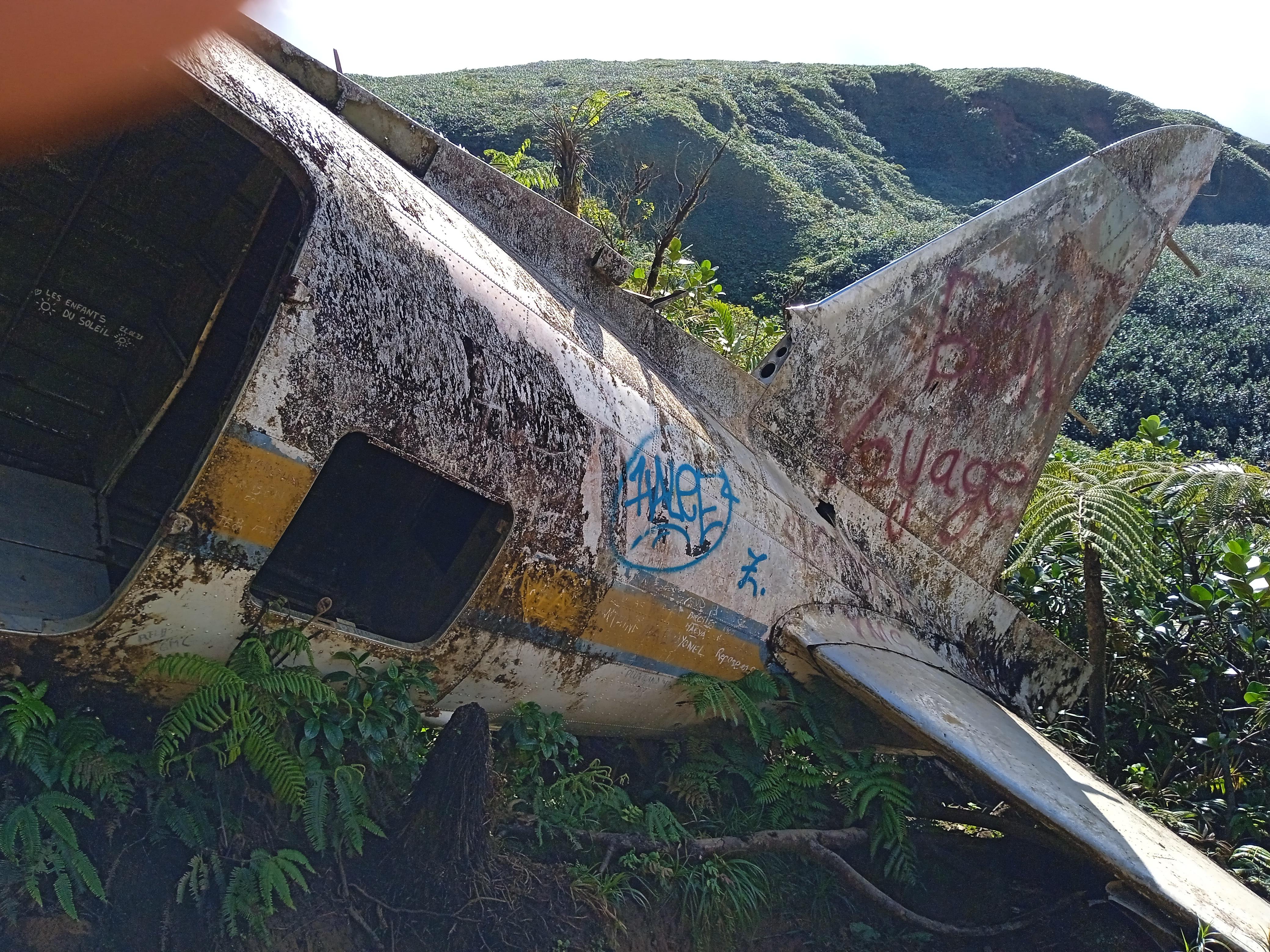
Épave du Douglas R4D-6 (DC3).
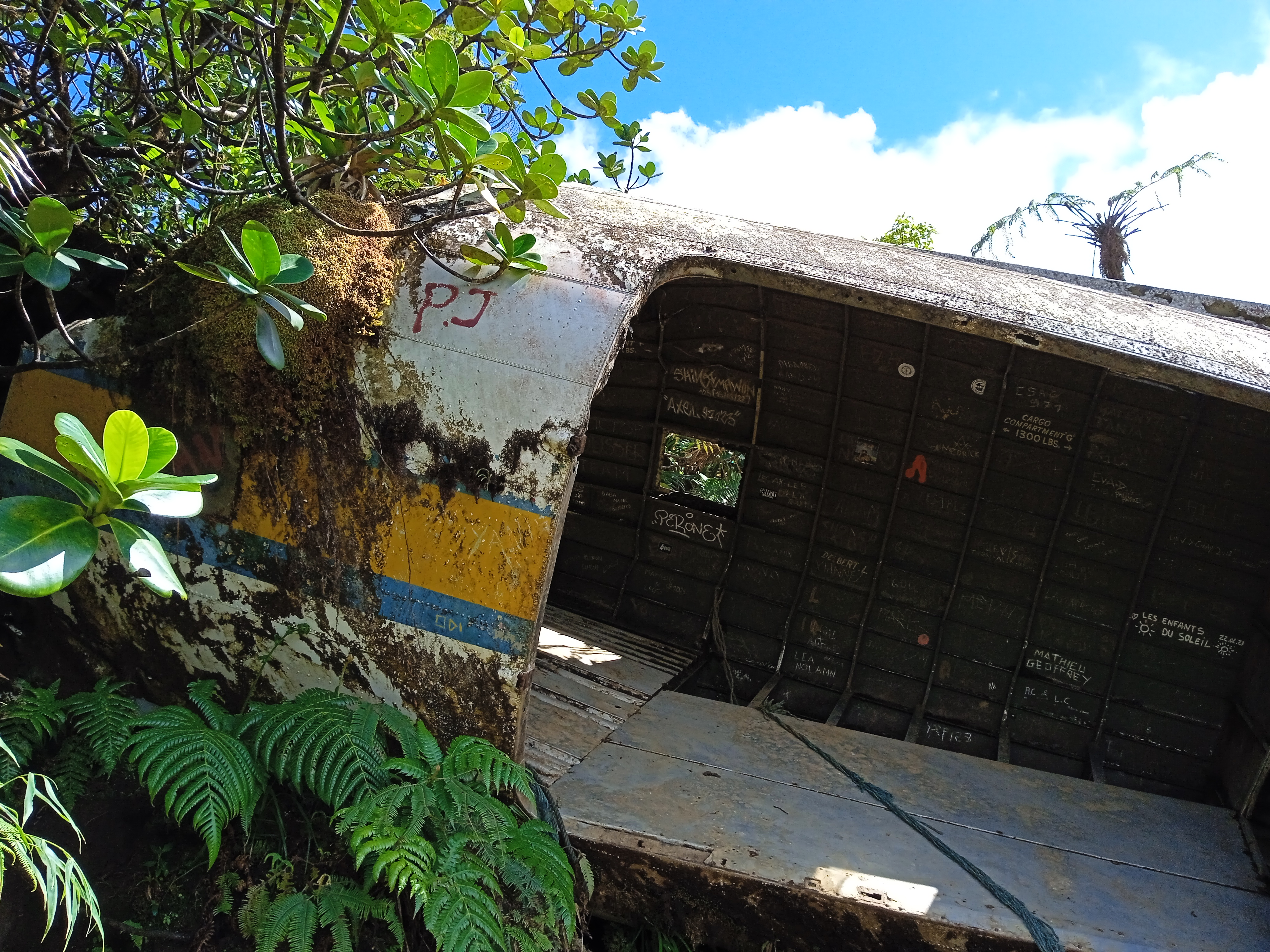
Côté avant gauche de l'épave.
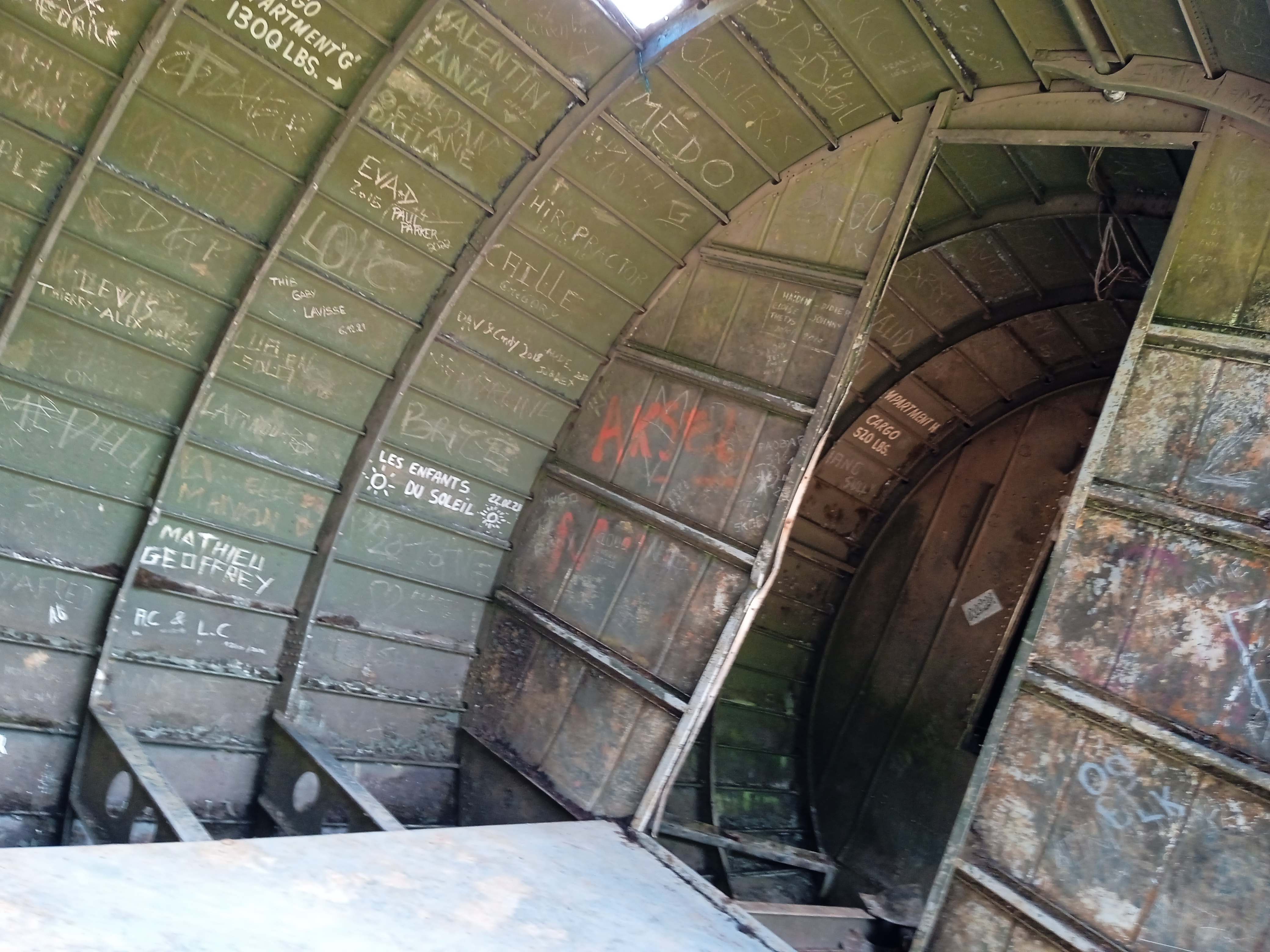
Intérieur de l'épave.